# 锡拉丘兹 (犹他州)
锡拉丘兹（英文：Syracuse），是美国犹他州戴维斯县下属的一座城市。建市于 1878年，面积大约为9.58平方英里（24.8平方公里），海拔约为4,285英尺（1,306米）。根据2010年美国人口普查，该市有人口24,331人。